# Теруђа
Теруђа (итал. Terruggia) је насеље у Италији у округу Алесандрија, региону Пијемонт.
Према процени из 2011. у насељу је живело 679 становника. Насеље се налази на надморској висини од 179 м.

## Становништво
Према резултатима пописа становништва 2011. у општини је живело 901 становника.
| 1931. | 1936. | 1951. | 1961. | 1971. | 1981. | 1991. | 2001. | 2011. |
| ----- | ----- | ----- | ----- | ----- | ----- | ----- | ----- | ----- |
| 1.011 | 1.019 | 938   | 846   | 753   | 710   | 767   | 812   | 901   |

## Партнерски градови
- La Tour-de-Salvagny